# Наундорф-бай-Зайда
Наундорф-бай-Зайда (нем. Naundorf bei Seyda) — деревня в Германии, в земле Саксония-Анхальт, входит в район Виттенберг в составе городского округа Йессен.
Население составляет 144 человека (на 1 июня 2015 года).

## География
Наундорф-бай-Зайда расположен примерно в 17 км к востоку от Виттенберга.

## История
Первое упоминание о поселении относится к 1354 году.
До 1 января 2010 года Наундорф-бай-Зайда образовывала собственную коммуну, подчиняющуюся управлению Эльбауэ-Флеминг.
1 января 2010 года, после проведённых реформ, Наундорф-бай-Зайда вошла в состав городского округа Йессен в качестве района.

## Галерея

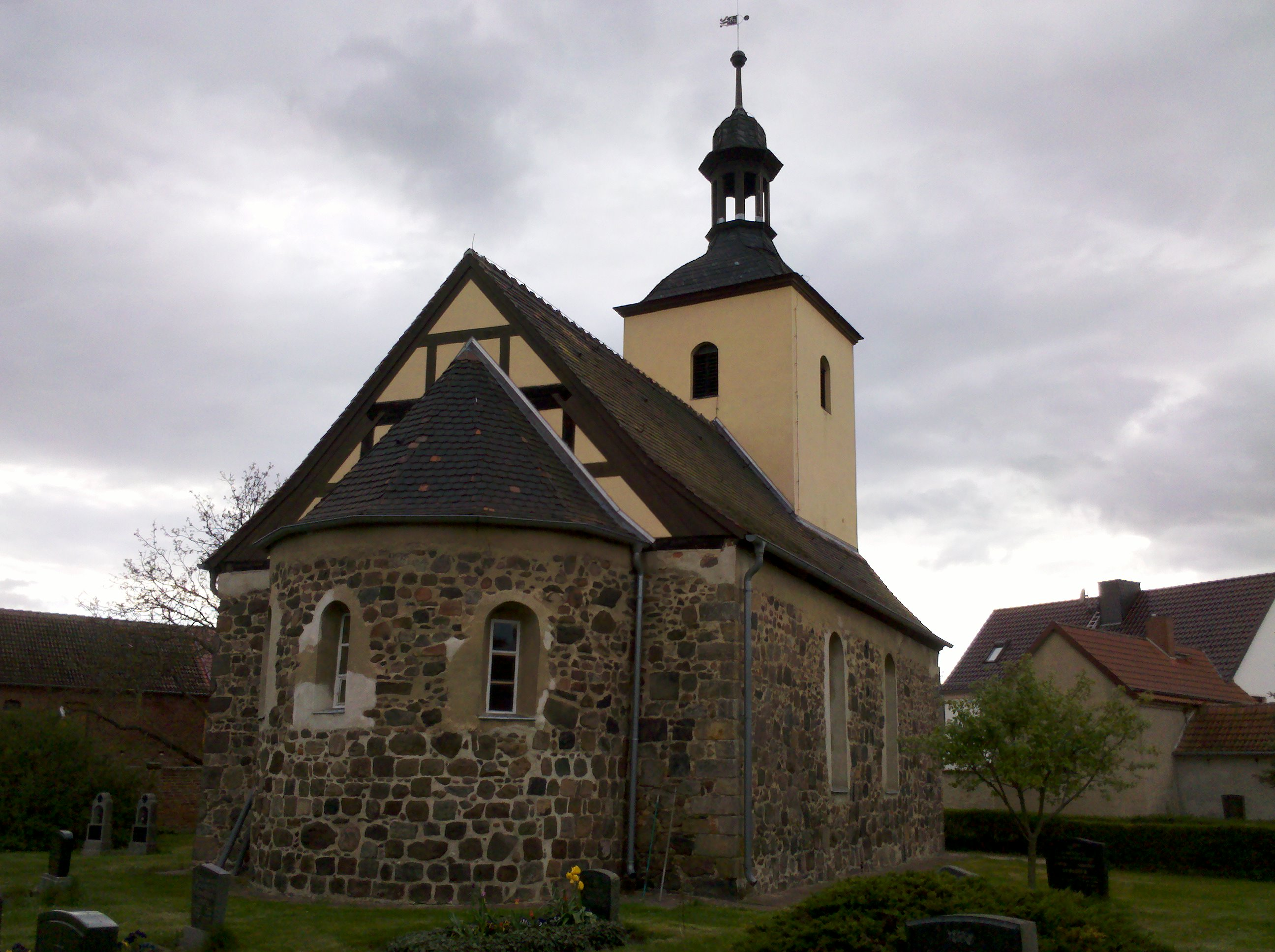
Церковь в Наундорф-бай-Зайда
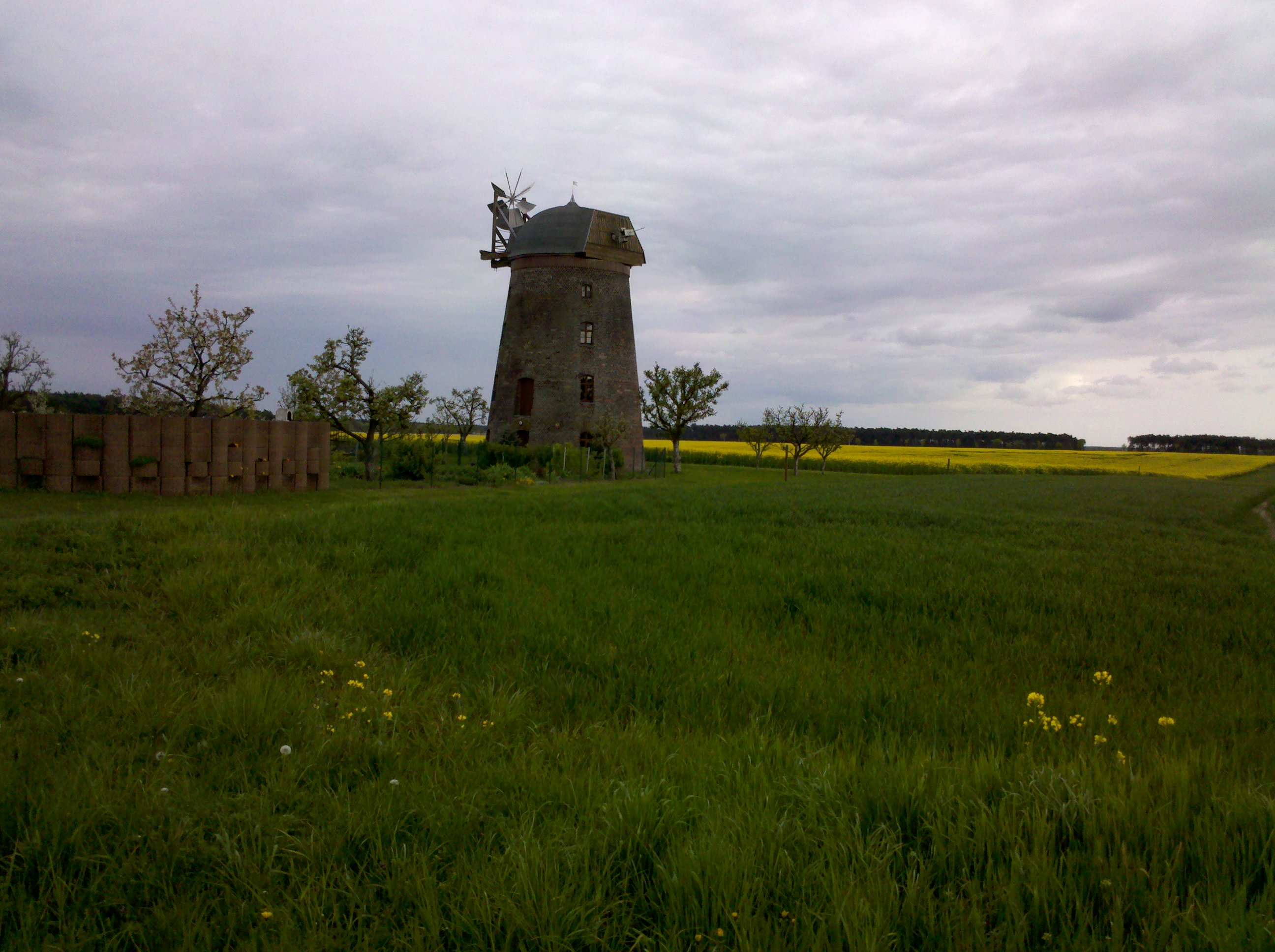
Бывшая мельница, ныне усадьба